# 维莱欧泰特尔
维莱欧泰特尔（法語：Villers-au-Tertre，法語發音：[vilɛʁ o tɛʁtʁ]）是法国上法蘭西大區北部省的一个市镇，属于杜埃区。

## 地理
维莱欧泰特尔（50°18'7"N, 3°10'57"E）面积4.57 平方千米，位于法国上法蘭西大區北部省，该省份为法国最北部的省份及最长的省份，西北濒北海，西接加来海峡省，南至埃纳省和索姆省，东与比利时接壤。
与维莱欧泰特尔接壤的市镇（或旧市镇、城区）包括：埃尔尚、比尼库尔、弗雷桑、蒙什库尔。

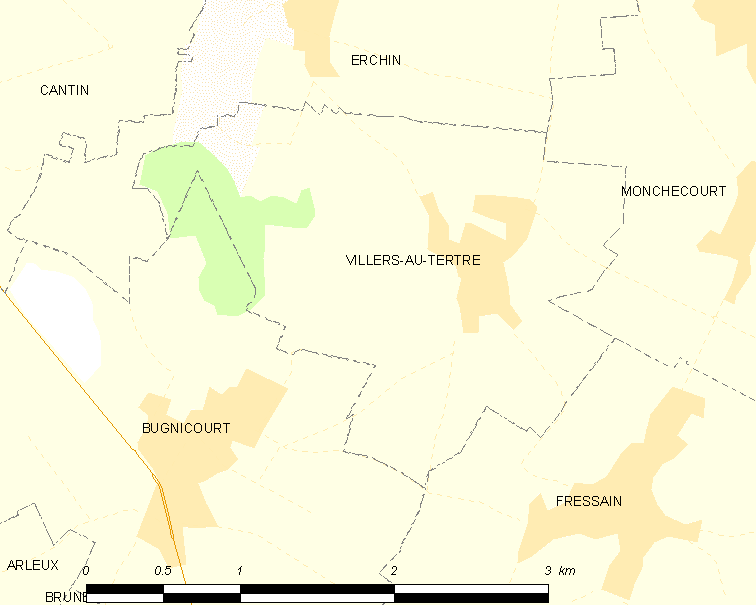
维莱欧泰特尔的OSM定位图

维莱欧泰特尔的时区为UTC+01:00、UTC+02:00（夏令时）。

## 行政
维莱欧泰特尔的邮政编码为59234，INSEE市镇编码为59620。

## 政治
维莱欧泰特尔所属的省级选区为阿尼什县。

## 人口

1962-2008年间维莱欧泰特尔人口变化图示

维莱欧泰特尔于2022年1月1日时的人口数量为670人。